# 克鲁斯特皮尔斯站
克鲁斯特皮尔斯站是拉脱维亚东南部城市葉卡布皮爾斯的一座火车站；该站位于道加瓦河右岸历史悠久的城镇克鲁斯特皮尔斯。该站是一个重要的铁路枢纽。它处在里加-陶格夫匹尔斯铁路线上，位于里加和陶格夫匹尔斯之间，是叶尔加瓦-克鲁斯特皮尔斯和克鲁斯特皮尔斯-雷泽克内铁路线的终点站。